# Верхняя Пузинерь
 Верхняя Пузинерь  — деревня в Лебяжском районе Кировской области.

## География
Расположена на расстоянии примерно 37 км на юг-юго-запад от райцентра поселка  Лебяжье.

## История
Известна с 1891 года, в 1905 дворов 25 и жителей 154, в 1926 32 и 147 (144 мари), в 1950 38 и 164, в 1989 44 жителя.  В период 2006-2012 годов входила в состав Кузнецовского сельского поселения, 2012 по 2020 год в состав Лажского сельского поселения до упразднения последнего.

## Население
Постоянное население составляло 63 человека (Мари - 97%) в 2002 году, 52 в 2010.